# The Overslept
The Overslept is een Nederlandse poprockband, afkomstig uit Hilversum, opgericht in 2014. De groep heeft een Engelstalig repertoire. De band bestaat uit Sem Jonkhout, Tommy van der Leer, Daan Brink en Délano Ladurner. The Overslept werd opgericht als driemansband in 2014, Ladurner voegde zich in 2015 bij het trio.
De band heeft drie extended plays uitgebracht, waarvan de eerste werd uitgebracht in 2014 met de naam 'Memory Lane'. De tweede extended play genaamd 'Guidelines' werd uitgebracht in 2015. Drie jaar later, op 18 mei 2018, werd de derde EP 'Signals' gereleased.